# Viktor Iro
Viktor Iro (* 1968 in Melle als Dirk Hohnsträter) ist ein deutscher Autor.

## Leben
Hohnsträter studierte Germanistik an der Eberhard Karls Universität Tübingen, lehrte an der University of Notre Dame in den Vereinigten Staaten und promovierte im Fach Kulturwissenschaft an der Humboldt-Universität zu Berlin. Von 2004 bis 2009 lebte er als Dozent in Budapest und unterrichtete dort an der Eötvös-Loránd-Universität Literatur- und Medienwissenschaft sowie Kreatives Schreiben. Seit 2011 ist er als Wissenschaftlicher Mitarbeiter an der Universität Hildesheim tätig. Zu seinem Lehr- und Forschungsschwerpunkt Konsumkultur betreibt er auch einen eigenen Blog.
Er ist Absolvent der Berliner Drehbuchschule Ars Dramatica und führte an der Deutschen Film- und Fernsehakademie Berlin (dffb) ein Forschungsprojekt zur Darstellung von Autoren in Spielfilmen durch.
Der Name Viktor Iro ist ein Pseudonym des Kulturwissenschaftlers Dirk Hohnsträter. Das ungarische Wort „író“ bedeutet „Schreiber, Schriftsteller“. Iro verwendet ein Pseudonym, weil er der Auffassung ist, dass literarisches Schreiben ein anderes Selbstverständnis und eine andere Herangehensweise erfordert als akademisches Arbeiten.
In seinen 2009 (2., aktualisierte Auflage 2013) im Piper Verlag erschienenen Reiseessays setzt sich Iro mit Geschichte und Gegenwart Ungarns auseinander. Bei seinem erzählerischen Debüt handelt es sich um einen Kriminalroman, der im heutigen Budapest spielt.

## Werke
- Im Zwischenraum. Ein Lob des Grenzgängers. (S. 231–244) In: Claudia Benthien und Irmela Marei Krüger-Fürhoff (Hrsg.): Über Grenzen. Limitation und Transgression in Literatur und Ästhetik. Metzler, Stuttgart 1999, ISBN 978-3-476-45207-8.
- Ökologische Formen. Die ökologische Frage als kulturelles Problem. Königshausen und Neumann, Würzburg 2004, ISBN 3-8260-2751-5; zugleich Dissertation, Humboldt-Universität Berlin, 2003.
- Gebrauchsanweisung für Budapest und Ungarn. Piper Verlag, München 2009, 2. aktualisierte  Auflage 2013, ISBN 978-3-492-27571-2.
- Tödliche Rückkehr. Kommissar Peringer ermittelt. Piper Verlag, München 2010, ISBN 978-3-492-25814-2.
- Autorschaft im Spielfilm. Figuren, Schreibszenen, Unzuverlässigkeiten. StrzeleckiBooks, Köln 2014, ISBN 978-3-942680-50-9.
- Qualität! Von der Kunst, gut gemachte Dinge zu entdecken, klug zu wählen und genussvoll zu leben. Brandstätter Verlag, Wien 2021, ISBN 978-3-7106-0509-3.